# Янівська волость (Літинський повіт)
Янівська волость — адміністративно-територіальна одиниця Літинського повіту Подільської губернії з центром у містечку Янів.
Станом на 1886 рік складалася з 5 поселень, 3 сільських громад. Населення — 6173 осіб (3115 чоловічої статі та 3058 — жіночої), 366 дворових господарства.
|                     | Площа, десятин | У тому числі орної, десятин |
| ------------------- | -------------- | --------------------------- |
| Сільських громад    | 2351           | 2131                        |
| Приватної власності | 13576          | 1367                        |
| Іншої власності     | 154            | 79                          |
| Загалом             | 16081          | 3577                        |

Поселення волості:
- Янів — колишнє власницьке містечко при річці Буг за 30 верст від повітового міста, 2027 осіб, 192 двори, православна церква, костел, синагога, 2 єврейських молитовних будинки, школа, 5 постоялих дворів, 12 постоялих будинків, 2 торговельні бані, лавка, базари через 2 тижні, 3 водяних млини, пивоварний і винокурний завод.
- Байківка — колишнє власницьке село, 921 особа, 110 дворів, православна церква, школа, постоялий будинок, 2 водяних млини.
- Янівська Слобідка — колишнє власницьке село при річці Буг, 746 осіб, 65 дворів, православна церква, школа та постоялий будинок.